# Haibei
Haibei (Kinesisk skrift: 海北; pinyin: Hǎiběi; tibetansk: མཚོ་བཡྣང; Wylie: Mtsho-byang) er et autonomt præfektur for tibetanere i provinsen Qinghai i Folkerepublikken Kina.
Præfekturet har et areal på 39.354 km², og en befolkning blev i 2004 anslået til 270.000 indbyggere .

## Administrative enheder
Det autonome præfektur Haibei har jurisdiktion over 3 amter (县 xiàn) og et autonomt amt (自治县 zìzhìxiàn).
| Kort             | Kort                 | Kort           | Kort                    | Kort                   | Kort                                  | Kort                   | Kort        | Kort     |
| ---------------- | -------------------- | -------------- | ----------------------- | ---------------------- | ------------------------------------- | ---------------------- | ----------- | -------- |
| Kort over Haibei |                      |                |                         |                        |                                       |                        |             |          |
| #                | Navn                 | Hanzi          | Pinyin                  | Tibetansk              | Wylie                                 | Befolkning (2003 est.) | Areal (km²) | Indb.km² |
| Amter            |                      |                |                         |                        |                                       |                        |             |          |
| 1                | Haiyan               | 海晏县         | Hǎiyàn Xiàn             | ཧའེ་ཡན་རྫོང་              | ha'e yan rdzong                       | 30.000                 | 4.348       | 7        |
| 2                | Qilian               | 祁连县         | Qílián Xiàn             | ཆི་ལེན་རྫོང་               | chi len rdzong                        | 50.000                 | 15.610      | 3        |
| 3                | Gangca               | 刚察县         | Gāngchá Xiàn            | རྐང་ཚ་རྫོང་               | rkang tsha rdzong                     | 40.000                 | 12.500      | 3        |
| Autonome amter   |                      |                |                         |                        |                                       |                        |             |          |
| 4                | Menyuan (For huiene) | 门源回族自治县 | Ményuán Huízú Zìzhìxiàn | མོང་ཡོན་ཧུའེ་རིགས་རང་སྐྱོང་རྫོང་ | mong yon hu'e rigs rang skyong rdzong | 150.000                | 6.896       | 22       |